# Horsehoved
Horsehoved är en ö i Danmark.   Den ligger i Region Syddanmark, i den södra delen av landet. Ön är täckt ab gräs.